# سلسلة طوابع بريدية أمريكية لعام 1902
سلسلة عام 1902 والمعروفة أيضًا باسم إصدار المكتب الثاني هي مجموعة من الطوابع البريدية النهائية في أربعة عشر فئة تتراوح بين سنت واحد وخمسة دولارات أنتجها مكتب النقش والطباعة الأمريكي وأصدرها مكتب بريد الولايات المتحدة. ظهرت طائفتان في نوفمبر وديسمبر 1902 وأصدرت الطوائف الاثنتي عشرة الأخرى بين يناير ويونيو 1903. خصصت أرقام كتالوج سكوت من 300 إلى 313 لهذه الطوابع. كما يعتبر جزءًا من السلسلة الطابع الخامس عشر الذي ظهر في نوفمبر 1903 وهو الإصدار الثاني بقيمة 2 سنت (سكوت #319) حيث واجه الإصدار الأصلي انتقادات شديدة. هذه السلسلة التي اشتهرت بشكل خاص بزخارفها الاستثنائية وفخامة تصميمها ظلت متداولة حتى أواخر عام 1908 عندما حلت محلها إصدارات واشنطن-فرانكلين.

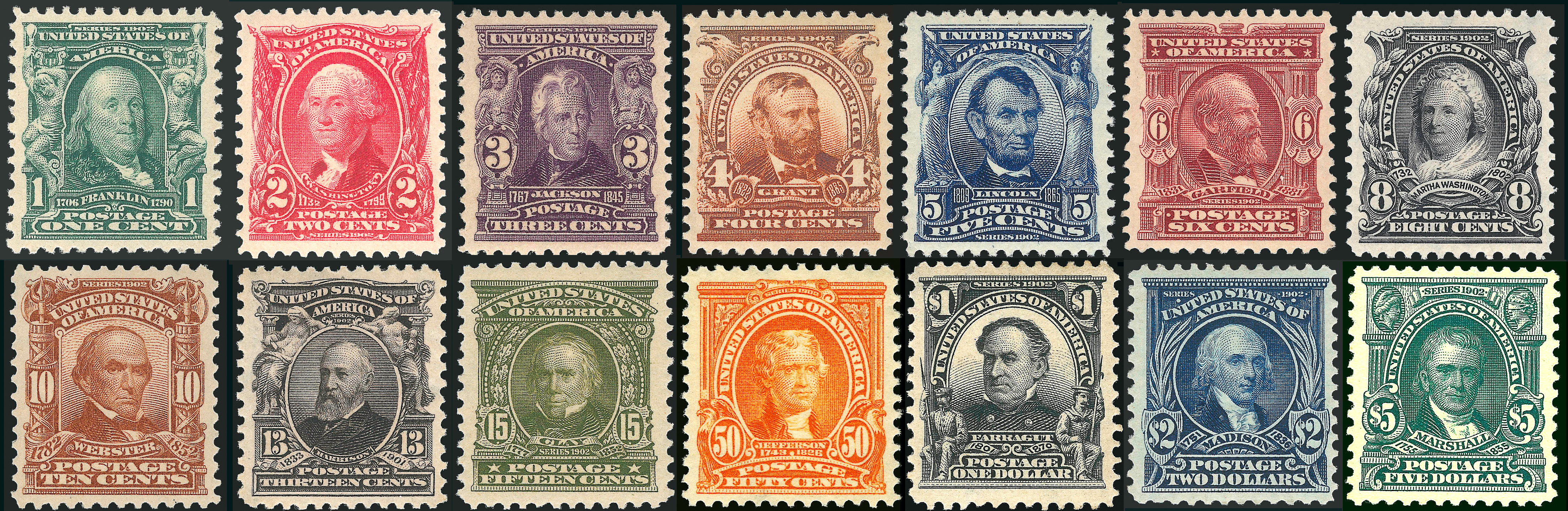
سلسلة 1902

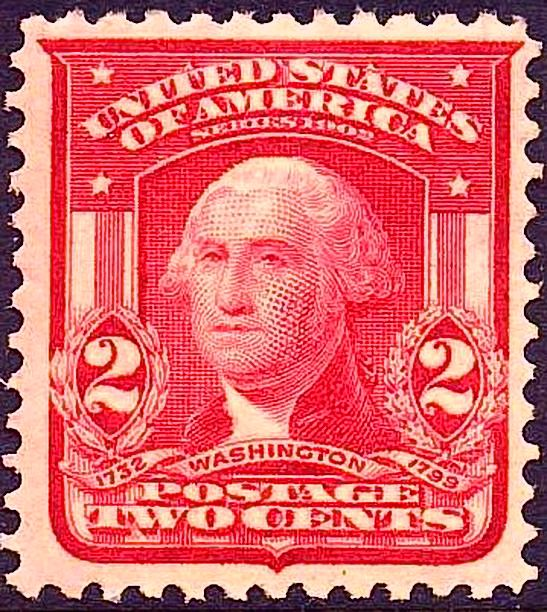
إصدار عام 1903

## التصميم والإنتاج
مع أن اسمها فإن إصدار المكتب الثاني كان في الواقع أول سلسلة محددة صممت حصريًا بواسطة مكتب النقش والطباعة. بالنسبة لإصدارها الأول (1894) لم يكن لدى المكتب الوقت الكافي لإنتاج صور جديدة وثم اختار الاحتفاظ بتصميمات الطوابع الموجودة التي أنتجتها شركة شركة الأوراق النقدية الأمريكيةلسلسلة 1890 مع تعديلها قليلاً فقط عن طريق إضافة مثلثات في الزوايا العلوية للطوابع. وبعد مرور أربع سنوات فقط أتيحت لوحدة طوابع البريد التابعة للمكتب الفرصة لإثبات قدرتها على القيام بشيء أكثر من هذا الجهد النفعي عندما قرر مكتب البريد إصدار مجموعة تذكارية تكريماً لمعرض عبر المسيسيبي. تظل مجموعة عبر نهر المسيسيبي الناتجة واحدة من أكثر مجموعات الطوابع الأمريكية إثارة للإعجاب والتي صممت بأسلوب مرئي متقن ومبهرج يهدف بالتأكيد إلى إظهار أن المكتب يمكنه تحقيق مستوى عالٍ لا تشوبه شائبة من الإبداع في النقش والحرفية. كان المكتب يهدف إلى تحقيق مستوى مماثل من الفخامة في سلسلته التذكارية التالية إصدار المعرض الأمريكي الشامل لعام 1901 ثم جاء هذا النهج الفني إلى الطوابع النهائية للولايات المتحدة مع سلسلة عام 1902. يعكس أسلوب هذه السلاسل الثلاث ظاهرة أوسع نطاقاً وجدت في الفنون الأمريكية في مطلع القرن العشرين : احتضان واسع النطاق لأسلوب الفنون الجميلة المزخرف بغزارة والذي قدمه مجمع "المدينة البيضاء" الذي أقيم في المعرض الكولومبي في شيكاغو عام 1893.
في الواقع كان مسؤولو مكتب البريد مسرورين للغاية بإصدار عموم أمريكا لدرجة أنهم كانوا حريصين على إصدار إصدار جديد نهائي من شأنه أن يعلن عن جهودهم وفي فبراير 1902 أصدروا تعليمات للمكتب "باستخدام عناية خاصة لإنتاج سلسلة جذابة ومميزة بطريقة خاصة ومحترمة تمامًا مثل عموم أمريكا". كانت نتيجة هذه "العناء الخاص" سلسلة استخدمت على غير العادة بالنسبة لمجموعة نهائية تصميمًا مختلفًا وفرديًا للغاية لكل طابع (على النقيض من ذلك كانت خطة تصميم موحدة تحكم جميع طوابع إصدار المكتب الأول السابق). كانت الصور البصرية لتصاميم عام 1902 المليئة باقتراحات السمات المعمارية مثل الكارياتيدس والأفاريز، والقواعد والأعمدة الرخامية وما إلى ذلك (العديد منها مناسب بشكل أيقوني للأشخاص المصورين) موازية لنهج انتقائي بنفس القدر في الطباعة حيث استخدم العديد من الخطوط المختلفة للحروف والأرقام وطبق العديد من أنماط الانحناء المختلفة على بعض النصوص. ومن السمات البارزة في التصميمات ميل التفاصيل التصويرية إلى البروز في الحدود اليمنى واليسرى للطوابع : الأذرع أو الركب أو أردية التماثيل الرمزية وقمم أعمدة الأعلام ومناقير النسور والدروع التي تحيط بالأرقام حتى خطاف البحار وبندقية البحرية. كانت جميع التصميمات الأصلية الأربعة عشر من عمل ريموند أوستراندر سميث الذي نالت تصميماته لسلسلة قضية عموم أمريكا وقضية عبر المسيسيبي استحسانًا كبيرًا. ولأول مرة في مجموعة محددة ظهرت تواريخ ميلاد ووفاة الأمريكيين المشهورين على جانبي صورهم وهي الميزة التي ستظل أكثر شيوعًا في الإصدارات التذكارية. طبعت الأسطورة "سلسلة 1902" بالقرب من أعلى أو أسفل جميع الطوابع مع أنه تم إصدار اثنين فقط منها في ذلك العام. (ظهر هذا أيضًا على استبدال قيمة 2 سنت والتي لم تُصمَّم حتى العام التالي). استُخدمت هذه الممارسة في تحديد التاريخ من مجموعة الطوابع الأمريكية التي عُرِّفَت جميع طوابعها على أنها "سلسلة تذكارية 1901". واستمرت هذه الممارسة في طابع التسليم الخاص لعام 1902 بالإضافة إلى الإصدارين التذكاريين التاليين لمكتب البريد إصدار شراء لويزيانا التذكاري (1904) وإصدار معرض جيمستاون (1907) ولكن قاموا بالتخلي عنها لاحقًا.
كان أقرب إلى تقاليد القرن التاسع عشر في سلسلة عام 1902 هو البانثيون الخاص به من الأمريكيين المشهورين. كانت تسع من الفئات 1 سنت و2 سنت و3 سنتات و6 سنتات و10 سنتات و15 سنتًا و50 سنتًا و2 دولار و5 دولارات تصور نفس رجال الدولة الذين ظهروا على الفئات المقابلة من سلسلة المكتب الأول. علاوة على ذلك على الطوابع البريدية من فئة 4 سنتات و5 سنتات قام لينكولن وجرانت فقط بتبادل أدوارهما السابقة. اختير ثلاثة مواضيع جديدة فقط لكن واحدة منهم مثلت اختراقًا نسويًا : ظهرت مارثا واشنطن على قيمة 8 سنتات لتصبح أول امرأة تظهر على طابع بريدي أمريكي نهائي وهو ابتكار أعلن عنه مسبقًا. (كانت هذه الفئة مملوكة للجنرال ويليام تيكومسيه شيرمان في كل من إصدار المكتب الأول وسلسلة الأوراق النقدية الأمريكية التي سبقتها). وقد زينت صورة بنجامين هاريسون المتوفى مؤخرًا قيمة 13 سنتًا أول طابع بريدي بقيمة 13 سنتًا على الإطلاق يقدمه مكتب البريد الأمريكي في حين خصصت فئة الدولار الواحد والتي كانت مخصصة لأوليفر بيري في سلسلة المكتب الأول الآن لبطل بحري أحدث الأدميرال ديفيد فاراغوت. كان إصدار هاريسون هو أول طابع بريدي من سلسلة المكتب الثاني يصدر في 18 نوفمبر 1902 وتبعه طابع مارثا واشنطن بقيمة 8 سنتات في 6 ديسمبر.
كما استمر في سلسلة عام 1902 استخدام ألوان الاتحاد البريدي العالمي المطلوبة من جميع الدول الأعضاء على طوابع البطاقات البريدية (الأخضر 1 سنت) والبريد العادي (الأحمر 2 سنت) والبريد الدولي (الأزرق 5 سنت). كان الهدف من هذه الطوابع تسهيل التعامل السهل مع البريد الدولي واعتمدت في النسخة النهائية من إصدار المكتب الأول في عام 1898. من بين الإحدى عشر فئة المتبقية من عام 1902 ظهرت عشرة منها بألوان متطابقة أو متطابقة تقريبًا مع ألوان نظيراتها من عام 1898 : فقط طابع 8 سنتات كان مختلفًا بشكل كبير في اللون.
إن الأيقونات غير العادية التي تستحضر بها هذه السلسلة إنجازات الأميركيين المشهورين تشمل ما يلي : بالنسبة لأبحاث فرانكلين الكهربائية والمصابيح الكهربائية في الزوايا العليا للطابع البريدي بالنسبة لمغامرات جرانت العسكرية النسور والأعلام بالنسبة لإعادة توحيد الشمال والجنوب في عهد لينكولن شخصيات نسائية تحمل أعلام الولايات المتحدة وتحمل سعف النخيل المندمجة فوق رأس الرئيس بالنسبة لبناء التحالف في الكونجرس من قبل ويبستر الحزم بالنسبة للحملات البحرية لفاراجوت جندي مشاة البحرية وبحار بالنسبة للمبادرات التعليمية لهاريسون ملهمات التعلم (واحدة تقرأ كتابًا وأخرى تنحت طفلاً) بالنسبة لفقه مارشال آلهة الحرية البارزة والعدالة معصوبة العينين. ( استبعدت الأيقونات بشكل شبه كامل من الإصدارات الأمريكية النهائية السابقة. على طابعين فقط كلاهما بتصميمات الأوراق النقدية الكبيرة التي قدمت في عام 1870 كانت صور الأمريكيين المشهورين الجنرال وينفيلد سكوت والأدميرال أوليفر بيري مصحوبة بصور تشير إلى إنجازاتهم.)
في حين كان هدف بي إي بيه الواضح هو اكتساب سمعة التميز غير العادي من خلال سلسلة 1902 إلا أن هذا الأمل لم يتحقق. كان الطابع البريدي المخصص للتداول على أوسع نطاق والذي تبلغ قيمته 2 سنتًا بسعر الحرف العادي لواشنطن قد أثار العديد من الاعتراضات عند إصداره في يناير/كانون الثاني 1903 : إذ اعتُبرت صورة أول رئيس لنا ضعيفة للغاية ولم تعكس بطولته الشهيرة. في الواقع وفقًا لما ذكره ماكس جول فإن التفاصيل الدقيقة التي ظهرت بشكل جيد بطريقة خاصة في قالب الحبر الأسود للطابع على ورق الهند تعرضت للخطر بشكل قاتل "عندما طُبعت الطوابع على ورق الطوابع العادي بواسطة مكابس سريعة [بحبر] أحمر" مما أدى إلى "تأثير متوسط للغاية". لاحظت صحيفة نيويورك صن أن مشكلة الحبر هذه "أعطت واشنطن أنفًا من الكحول". في غضون شهرين قررت هيئة البريد استبدال طابع "علم" واشنطن المزعوم هذا وفي نوفمبر 1903 عرضت إصدارًا جديدًا "درع" واشنطن والذي لاقى استحسانًا أكبر. (بحلول هذا الوقت كان ريموند أوستراندر سميث قد غادر بي أي بيه وصمم البديل بواسطة كلير أوبري هيوستن.) ولم يسلم طابع البريد بقيمة 1 سنت من أي ضرر عند إصداره. وردت صحيفة نيويورك تايمز بسخرية لاذعة :
من المفترض أن الفنان الذي يعمل لدى الشركة التي تزود حكومتنا بالطوابع قد فاز بالجائزة الأولى لتصميم الطابع الأحمر الجديد بقيمة سنتين ولكن للأسف لا يمكنه المطالبة بالجائزة الثانية إلا لأن الطابع الأخضر الجديد بقيمة سنت واحد لم يظهر بعد. الطابع البريدي الجديد بقيمة سنت واحد باللهجة العامية لساحة تشاتام وباوري هو عبارة عن خوخ. لكي لا يكون هناك خطأ من قبل شخص غير مألوف مع وجه بنيامين فرانكلين نقش اسم فرانكلين وتاريخ ميلاده ووفاته بعناية. الوجه المسطح الأنف الطويل والبائس هو قناع ذلك الفيلسوف البشوش كما يصوره طابع العم سام ذو السنت الواحد. ولم يكتف المصمم بالأسماء والتواريخ بل أضاف لمسات من "الفن الرفيع" من شأنها أن تجعل الأمم الأخرى تنقسم حسداً. من فكر يومًا في وضع صور الكارياتيدس كاملة الطول وصور الكارياتيدس للجنس الذكري على طابع بريدي! هنا على طابعنا الأخضر الجميل يظهر شابان عاريان يتلويان في أوضاع مختلفة من المجرمين المحكوم عليهم بالصلب على جانبي وجه بيني فرانكلين الحزين. لا بد أن شخصًا ما كان لديه الإلهام لهذا التصميم الجميل. يجب أن ينتشل من الغموض الذي يغطي العبقرية في كثير من الأحيان وفي المؤتمر القادم لهواة جمع الطوابع يجب وضعه على كرسي مرتفع وتتوّج بالتاج الذي كان في الأيام الأولى مخصصًا لأمثاله.
ولكن هناك مشكلة أكثر خطورة من انتقاد الصحافة أزعجت سلسلة 1902 : وهي أن التقنية الحالية لإنتاج الطوابع لم تتمكن من ضمان مراقبة الجودة اللازمة لتقديم تصميمات هذا الثراء بأفضل شكل. كان أحد نتائج حشر الكثير من التفاصيل في الطوابع هو أن الصور كانت أكبر من المعتاد مما ترك مساحة بيضاء صغيرة عند حوافها. أدى هذا العيب إلى تفاقم مشكلة متوطنة في إنتاج الطوابع في ذلك الوقت : حيث ظهرت العديد من الطوابع من آلات التثقيب بتصميم غير متمركز بشكل خطير. تعتبر الأمثلة غير المتوازنة لهذه الطوابع التي تحتوي على أجزاء من الصور المقطوعة شائعة جدًا وقد نجح عدد قليل نسبيًا من هواة الجمع في تجميع مجموعة كاملة من سلسلة 1902 التي تحتوي على جميع الفئات في المنتصف بشكل جيد.
كانت هذه الإصدارات مثل جميع طوابع البريد الأمريكية السابقة التي أنتجت منذ عام 1861 "مثقوبة بمقدار 12" وفقًا للمقياس القياسي ( أي اثنتي عشرة حفرة في مسافة سنتيمترين). في ممارسة أخرى مستمرة طبعت طوابع عام 1902 على ورق خاص مدمج به علامات مائية مكتوب عليها "يو أس بيه أس" بأحرف مزدوجة الخطوط. أدخلت هذه الورقة وهي جهاز لكشف التزوير في إصدار المكتب الأول في عام 1895 بعد عام من إصدارها الأول في أعقاب ظهور نسخ مزيفة ذات جودة جيدة من طابع 2 سنت لعام 1894. ظلت العلامة المائية ذات الخطين قيد الاستخدام حتى عام 1910.
كانت إصدارات واشنطن-فرانكلين التي حلت تدريجياً محل طوابع عام 1902 بدءًا من أواخر عام 1908 بمثابة رد فعل أسلوبي جذري على كثرة وتنوع الزخارف المعقدة التي تميز الطوابع التي سبقتها. تتوافق جميع طوابع السلسلة الجديدة بشكل أساسي مع خطة تصميم موحدة. قاموا بتداول سلسلة 1902 لمدة ست سنوات فقط. وبالمقارنة فإن صور الطوابع المتاحة سابقًا والتي أنتج العديد منها في الأصل لإصدار عام 1890 وعدلت في سلسلة المكتب الأول ظلت معروضة للبيع لمدة تصل إلى اثني عشر عامًا، في حين أن إصدارات واشنطن-فرانكلين اللاحقة ستظل قائمة لمدة خمسة عشر عامًا تقريبًا.

## إعادة طبع الطوائف العليا
كان الإصدار الأول من طوابع واشنطن-فرانكلين في عامي 1908 و1909 يتألف من اثني عشر فئة فقط وكانت القيمة القصوى للطوابع دولار واحد. كانت إمدادات الطوابع بقيمة 2 دولار و5 دولارات من سلسلة عام 1902 في مكاتب البريد وفيرة للغاية لدرجة أنه لم يكن هناك أي معنى في إصدار بدائل. في الواقع ظلت المخزونات كافية حتى أوائل عام 1917 عندما أدى الارتفاع المفاجئ في الطرود المرسلة من الولايات المتحدة إلى روسيا التي مزقتها الثورة إلى زيادة الطلب على هذه الفئات العالية بشكل كبير. وبما أن الجمهور كان في حاجة ماسة إلى طوابع بقيمة 2 دولار و5 دولارات فقد قرر مكتب البريد إعادة طباعة تصميمات عام 1902 للإصدارين كحل مؤقت إلى أن تنتج إصدارات واشنطن-فرانكلين. طرحت الطوابع المعاد طبعها (سكوت رقم 479-480) للبيع في 22 مارس 1917 وأصبحت طوابع فرانكلين الجديدة بقيمة 2 دولار و5 دولارات (سكوت رقم 523-524) متاحة فقط في 19 أغسطس من العام التالي.
من السهل التمييز بين الإصدارين الجديدين والإصدارات الأصلية لعام 1903 لأن المكتب كان قد قرر في ذلك الوقت أن الطوابع المثقبة رقم 12 تنفصل بسهولة شديدة بحيث لا تتحمل التعامل العادي في مكاتب البريد ولذلك استخدم مقياس أكثر خشونة مثقب رقم 10 لإصدارات عام 1917. علاوة على ذلك أنتجت الإصدارات الجديدة مثل جميع طوابع ذلك العام على ورق غير مائي. تعتبر إعادة طبع النسخ أقل تكلفة بشكل كبير بالنسبة لهواة الجمع من النسخ الأصلية (خاصة بسعر 5 دولارات وهو ما يقرب من عشرة أضعاف سعر النسخة الأصلية في عام 1902).

## المتغيرات التجريبية للمشكلة

### كتيبات

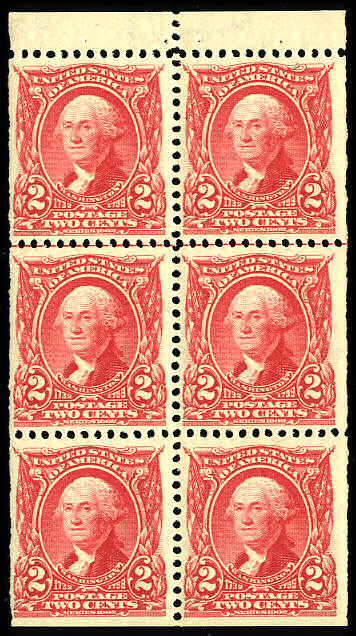
2¢ "flag" stamp booklet pane

في عام 1900 قدمت هيئة البريد لأول مرة طوابع بريدية في كتيبات. تحتوي كل منها على طوابع بقيمة 2 سنت من سلسلة المكتب الأول مكونة من ستة أجزاء. كان أحد الكتيبات يحتوي على لوحين وكان آخر يحتوي على أربعة ألواح والثالث يحتوي على ثمانية ألواح. عند إعداد سلسلة عام 1902 كان إنتاج كتيب بقيمة 2 سنتًا من ضمن الخطط الأولى لمكتب البريد. وبناء على ذلك طرحت طوابع "علم" واشنطن المكونة من طبقتين أو أربع أو ثماني طبقات للبيع بعد أسبوع واحد فقط من ظهور النسخة الورقية في 24 يناير/كانون الثاني 1903. وفي حالة استبدال "الدرع" بقيمة 2 سنت جاء الكتيب بعد الورقة بثلاثة أسابيع. تطلب إنتاج الكتيبات ألواح طباعة منفصلة تحتوي على 180 صورة (كانت الألواح العادية لطوابع البريد ذات القيمة المنخفضة تحتوي على 400 مثال أما بالنسبة للطوابع التي تبلغ قيمتها 50 سنتًا أو أكثر فقد استخدمت ألواح تحتوي على 200 صورة). لم يعتبر مكتب البريد في البداية أن هناك حاجة إلى دفاتر طوابع بقيمة 1 سنت لكنه قرر في النهاية إعداد ألواح لكتيب فرانكلين بقيمة 1 سنت والذي ظهر في الأول من مارس عام 1907. كما هو موضح في الرسم التوضيحي تختلف الطوابع من جزء كتيب هذا الإصدار في طريقة ثقبها حيث يوجد طابعان مثقوبان على الجانب الأيسر فقط واثنان مثقوبان على الجانب الأيمن فقط بينما تحتوي الطوابعان السفليتان على زوايا مثقوبة (أسفل ويسار وأسفل ويمين).

### الطوابع والملفات غير المثقوبة

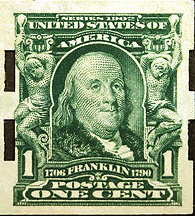
1¢ stamp with Schermack "hyphen-hole" perforations

شهدت السنوات الأولى من القرن العشرين تطوير آلات بيع الطوابع ولصقها ذات الكفاءة التكنولوجية والتجارية وكان لهذه الظاهرة تأثيرات مهمة على الأساليب التي حصل بها إنتاج العديد من الطوابع في سلسلة 1902 - وخاصة فيما يتعلق بالثقب. وبما أنه ثبت استحالة ابتكار آلات يمكنها التعامل بشكل موثوق مع ألواح الطوابع المثقبة المكونة من 100 طابع والتي تقدمها مكاتب البريد عادة فقد طلب مصنعو الآلات الآلية من مكتب البريد بدلاً من ذلك ألواحًا غير مثقوبة تحتوي على 400 طابع والتي يقومون بعد ذلك بتقطيعها إلى شرائح وحفرها باستخدام أنواع خاصة من الثقوب الخاصة التي يمكن التعامل معها بسهولة أكبر بواسطة الآلة. وبناءً على ذلك أنتج مكتب البريد إصدارات غير مثقوبة من الطوابع بقيمة 1 سنت و2 سنت (أصدر كل منهما في أكتوبر 1906) مع طوابع غير مثقوبة بقيمة 4 سنت و5 سنت في عام 1908. (كانت هذه أول طوابع بريدية غير مثقوبة تصدرها الولايات المتحدة منذ عام 1856). وفي عام 1908 أيضًا جربت هيئة البريد إصدار شرائط ملفوفة من الطوابع بقيمة 1 سنت و2 سنت و5 سنتات لاستخدامها في آلات البيع المحددة. ظهرت قضية 5 سنتات فقط في "لفائف عمودية" ( أي أن اللفيفة كانت عبارة عن طابع واحد واسع وكان كل طابع غير مثقوب على جانبيه الأيمن والأيسر بينما فصلت الثقوب أسفل كل طابع عن الجزء العلوي من الطابع الذي تحته) ومع ذلك قدمت قيم 1 سنت و2 سنت على شكل "لفائف عمودية" و"لفائف أفقية" (طوابع مفصولة من جانب إلى جانب بواسطة ثقوب غير مثقوبة من الأعلى والأسفل). لسببين كانت هذه الطوابع الصادرة عام 1908 من بين التحف النادرة في عالم هواة جمع الطوابع : أولاً لأن أعداداً صغيرة نسبياً منها أنتج في الأشهر القليلة التي سبقت سحب سلسلة 1902 من البيع ثانياً لأن الطوابع كانت ظاهرة جديدة إلى حد أن هواة جمع الطوابع وتجار الطوابع لم يتعرفوا عليها بعد كأصناف منفصلة قابلة للتحصيل وثم لم يبذلوا أي جهد للحصول عليها (من المؤكد أن بعض الطوابع قاموا بالتخلص منها وربما احتفظ بها هواة جمع الطوابع والتجار بعد عام أو عامين). حتى أكثر ملفات 1908 شيوعًا وهي النوع الأفقي 2 سنت يصل سعرها إلى 2500 دولار أمريكي على الأقل وكل الأنواع الأخرى أكثر قيمة إلى حد كبير مع وجود ملف عمودي نادر للغاية بقيمة 1 سنت يُعرض بسعر يزيد عن 100 ألف دولار وحتى ملف عمودي نادر بقيمة 2 سنت يُعرض بسعر ربما خمسة أضعاف هذا السعر. باستثناء واحد تلقت جميع إصدارات الملفات والثقوب هذه أرقام كتالوج سكوت منفصلة (314-318؛ 320-322).
الاستثناء قيمة 4 سنتات غير مثقوبة هي نادرة بشكل خاص لأنه لم تنجُ أي نسخ من الطابع في شكله غير المثقوب الأصلي الصادر. نقش جميع هذه الإصدارات بقيمة 4 سنتات باستخدام ثقوب خاصة من قبل شركة شيرماك ويمكن أن يصل سعر بعض هذه الإصدارات إلى ما يزيد عن 50 ألف دولار. ربما لأن الطابع لم يعد موجودًا كما أصدر لم يعينه سكوت رقمًا منفصلاً بل أدرجه كرقم #314A (ينتمي #314 إلى الإصدار غير المثقب بقيمة 1 سنت). توجد طوابع بريدية غير مثقوبة بقيمة 1 سنت و2 سنت و5 سنت مع مجموعة متنوعة من الثقوب الخاصة التي تنتجها خمس شركات :شيرماك وآلات البيع الأوتوماتيكية الأمريكية وبرينكرهوف (1 سنت و2 سنت فقط)، ومقياس البريد(2 سنت فقط) وآلة البيع الدولية (2 سنت فقط).

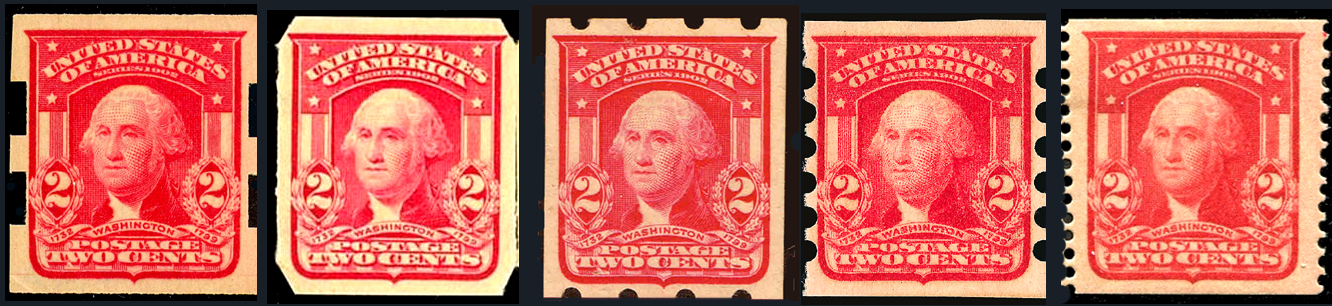
Private perforations (L-R): Schermack, US Auto Vending, Brinkerhoff,
Mail-O-Meter, International Vending Machine

## الطوابع الفردية
- طابع بريدي أخضر من فئة سنت واحد من تصميم بنجامين فرانكلين صدر في 3 فبراير 1903 من تصميم ريموند أوستراندر سميث. مقتبس من لوحة فنية لجيمس ب. لونجاكر. قام بالنقش جورج ف. س. سميلي (صورة شخصية وتماثيل منحوتة لرجال يحملون مصابيح كهربائية) وروبرت ف. بونيكاو (إطار) وليمان ف. إليس (حروف وأرقام). صدرت النسخة غير المثقوبة في 2 أكتوبر 1906 وصدرت كتيبات من ستة طوابع بريدية من فئة سنت واحد في 1 مارس 1907 وصدرت النسخة العمودية في 2 فبراير 1908 ثم النسخة الأفقية في 31 يوليو 1908.

- ٢ سنت كارمين جورج واشنطن - النسخة الأصلية المعروفة باسم "الراية" صدرت في ١٧ يناير ١٩٠٣ صممها ريموند أوستراندر سميث. مأخوذة من لوحة لجيلبرت ستيوارت. نقش الصورة جورج إف. سي. سميلي والإطار الزخرفي روبرت إف. بونيكاو والكتابة ليمان إف. إليس. صدر الكتيب المكون من ستة نسخ في ٢٤ يناير ١٩٠٣.
- عملة كارمين 2 سنت جورج واشنطن النسخة الثانية المعروفة باسم "الدرع" صدرت في 12 نوفمبر 1903 من تصميم كلير أوبري هيوستن. مأخوذة من لوحة لجيلبرت ستيوارت. نقشها جورج إف. سي. سميلي (صورة شخصية) وروبرت إف. بونيكاو (إطار) وجورج روز (كتابة). صدرت النسخة المكونة من ستة نسخ في 7 ديسمبر 1903. صدرت النسخة غير المثقوبة في 2 أكتوبر 1906 والنسخة الرأسية في 18 فبراير 1908 والنسخة الأفقية في 31 يوليو 1908.
- عملة أرجوانية من فئة 3 سنتات أندرو جاكسون صدرت في 11 فبراير 1903 صممها ريموند أوستراندر سميث. مستوحاة من لوحة فنية لتوماس سولي. نقشها جورج إف. سي. سميلي (صورة شخصية وتماثيل ذكورية محيطة) روبرت إف. بونيكاو (إطار) مع حروف وأرقام نقشها جورج روز ليمان إف. إليس وإدوارد إم. ويكس.
- ٤ سنتات براون يوليسيس س. جرانت صدرت في ٣ فبراير ١٩٠٣ صممها ريموند أوستراندر سميث. مأخوذة من صورة فيروتيبية بريشة ويليام كورتز. نقشها جورج ف. س. سميلي (صورة) روبرت ف. بونيكاو (إطار) وجورج روز وليمان ف. إليس (كتابة). صدرت نسخة غير مثقوبة في ١٥ مايو ١٩٠٨ وجميع النسخ الباقية مثقوبة بعلامة شيرماك من النوع الثالث على أحد الجانبين أو كليهما.
- عملة زرقاء فئة ٥ سنتات تحمل صورة أبراهام لينكولن صدرت في ٢٠ يناير ١٩٠٣ صممها ريموند أوستراندر سميث. نقشها ماركوس دبليو بالدوين (صورة شخصية وتماثيل نسائية منحوتة محيطة) وروبرت ف. بونيكاو (إطار) وجورج روز وليمان ف. إليس (كتابة). نسخة غير مثقوبة صدرت في ٣٠ مايو ١٩٠٨ رُفعت بشكل عمودي في ٢٤ فبراير ١٩٠٨.
- ٦ سنتات بنية-حمراء جيمس غارفيلد صدرت في ٢٠ فبراير ١٩٠٣، تصميم ريموند أوستراندر سميث. مستوحاة من صورة فوتوغرافية مجهولة. النقاشون : صورة شخصية وماركوس دبليو بالدوين وجورج إف. سي. سميلي الإطار : روبرت إف. بونيكاو الكتابة : جورج روز وليمان إف. إليس.
- ٨ سنتات لونها في الأصل أرجواني فاتح ثم أرجواني داكن أو أسود مارثا واشنطن صدرت في ٦ ديسمبر ١٩٠٢ تصميم ريموند أوستراندر سميث. مستوحاة من صورة شخصية بريشة جيلبرت ستيوارت. النقاشون : جورج إف. سي. سميلي (صورة شخصية) روبرت إف. بونيكاو (إطار) وجورج روز (كتابة).
- عملة معدنية فئة ١٠ سنتات لونها بني محمر باهت من تصميم دانيال ويبستر صدرت في ٥ فبراير ١٩٠٣ من تصميم ريموند أوستراندر سميث. مأخوذة من صورة داغروتيب لجون آدامز ويبل. النقاشون : ماركوس دبليو. بالدوين (صورة شخصية) روبرت ف. بونيكاو (إطار) وجورج روز وليمان ف. إليس (كتابة).
- عملة معدنية فئة ١٣ سنتًا لونها بنفسجي مائل للبني من تصميم بنيامين هاريسون صدرت في ١٨ نوفمبر ١٩٠٢ من تصميم ريموند أوستراندر سميث. مأخوذة من صورة فوتوغرافية قدمتها السيدة هاريسون. النقاشون : ماركوس دبليو. بالدوين (صورة شخصية وإطار) وليمان ف. إليس (كتابة).
- عملة معدنية خضراء زيتونية فئة 15 سنتًا من تصميم هنري كلاي صدرت في 27 مايو 1903 من تصميم ريموند أوستراندر سميث. مأخوذة من نقش لألفريد سيلي. النقاشون : ماركوس دبليو بالدوين (صورة شخصية) وروبرت ف. بونيكاو (إطار) وجورج روز وليمان ف. إليس (كتابة).
- برتقالية فئة 50 سنتًا من تصميم توماس جيفرسون صدرت في 23 مارس 1903 من تصميم ريموند أوستراندر سميث. مستوحاة من لوحة فنية لجيلبرت ستيوارت. النقاشون : جورج ف. س. سميلي (صورة شخصية) وروبرت ف. بونيكاو (إطار) وجورج روز (كتابة).
- دولار واحد : أسود الأدميرال ديفيد فاراغوت صدر في 5 يونيو 1903 من تصميم ريموند أوستراندر سميث. نقشٌ مستوحى من نقش تشارلز شليخت. النقاشون : جورج ف. س. سميلي (صورة شخصية) وماركوس دبليو. بالدوين (جندي بحري جالس يحمل بندقية وبحارًا بخطاف) وروبرت ف. بونيكاو (إطار) وجورج روز (كتابة).
- دولاران : أزرق جيمس ماديسون صدر في 5 يونيو 1903 من تصميم ريموند أوستراندر سميث. نقشٌ مستوحى من لوحةٍ لجيلبرت ستيوارت. النقاشون : جورج ف. س. سميلي (صورة شخصية) وروبرت ف. بونيكاو (إطار) وليمان ف. إليس وجورج روز (كتابة). إعادة طباعة (مثقوبة 10 بدون علامة مائية) صدرت في 22 مارس 1917.
- 5 دولارات : أخضر جون مارشال صدر في 5 يونيو 1903 من تصميم ريموند أوستراندر سميث. بعد لوحةٍ لويليام جيمس هوبارد. النقاشون : جورج ف. س. سميلي (صورة شخصية) وماركوس دبليو. بالدوين (رأسان رمزيان للحرية (أعلى اليسار) والعدالة (أعلى اليمين معصوب العينين)) روبرت ف. بونيكاو (إطار) وليمان ف. إليس (كتابة). أُعيد طبعها (مثقوبة بدون علامة مائية) في ٢٢ مارس ١٩١٧.